# SN 1998cj
SN 1998cj – supernowa typu II odkryta 21 maja 1998 roku w galaktyce NGC 4263. W momencie odkrycia miała maksymalną jasność 17,20m.